# Duży zeszyt
Duży zeszyt (węg. A nagy füzet) – węgiersko-niemiecko-austriacko-francuski dramat wojenny z 2013 roku w reżyserii Jánosa Szásza. Adaptacja pierwszej powieści należącej do trylogii autorstwa Agoty Kristof z 1986 roku.
Film miał premierę w konkursie głównym na MFF w Karlowych Warach, gdzie zdobył główną nagrodę Kryształowego Globusa. Był oficjalnym węgierskim kandydatem do Oscara w kategorii filmu nieanglojęzycznego, ale ostatecznie nie uzyskał nominacji. Na ekrany polskich kin trafił 7 listopada 2014 roku.

## Fabuła
Historia dwóch braci bliźniaków, którzy zostają dla bezpieczeństwa odesłani na wieś do domu babki podczas II wojny światowej. Bezimienni chłopcy doświadczają tam okrucieństwa wojny na własnej skórze.

## Obsada
- András Gyémánt – jeden
- László Gyémánt – drugi
- Piroska Molnár – babka
- Ulrich Thomsen – oficer
- Ulrich Matthes – ojciec
- Gyöngyvér Bognár – matka
- Péter Andorai – diakon
- András Réthelyi – sanitariusz
- Orsolya Tóth – Zajęcza Warga
- János Derzsi – szewc
- Miklós Székely B. – bezdomny staruszek
- Krisztián Kovács – dezerter
- Ákos Köszegi – węgierski oficer[3]

## Produkcja
Zdjęcia kręcono w Sopronie na Węgrzech.